# Homo Homini (pomnik)
Homo Homini (z łac. „człowiek człowiekowi”) – pierwszy w Europie pomnik upamiętniający atak terrorystyczny na World Trade Center 11 września 2001 roku. Monument został odsłonięty w piątą rocznicę tych wydarzeń na placu przy ulicy ks. Piotra Ściegiennego w Kielcach. Odczytano wtedy list prezydenta George’a W. Busha do kielczan, a uczniowie kieleckich szkół zapalili kilka tysięcy zniczy, z których każdy opatrzony był nazwiskiem i informacją o zawodzie jednej ofiary zamachu na WTC.
Projektantem pomnika jest Adam Myjak. Monument składa się z dwóch siedmiometrowych jedynek pochylonych ku sobie, przeciętych samolotami. Na jednej z nich przymocowywane są tabliczki z nazwami miast, w których miały miejsce zamachy terrorystyczne, najnowsza upamiętnia zamach w Nicei z 14 lipca 2016.